# Anne Mariel
Anne Mariel ou Anne-Mariel (nom de plume d'Anne-Marie Goud) est une dramaturge et romancière française, née le 12 juillet 1904 à Soissons (Aisne) et morte le 11 janvier 1996 à Boulogne-Billancourt (Hauts-de-Seine). Elle écrit principalement des romans sentimentaux et d'aventures ainsi que des romans policiers, parus aux éditions Tallandier, du Scorpion, Gautier-Languereau et Fayard. Durant sa carrière, elle obtient plusieurs prix dont celui du Roman populaire en 1956 pour Je me damnerai pour toi ainsi que celui de Max du Veuzit par la Société des gens de lettres en 1962.

## Biographie

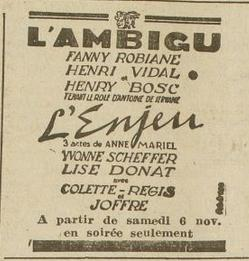
Publicité pour la pièce de théâtre L'Enjeu en 1943

Née à Soissons dans l'Aisne, le 12 juillet 1904, d'Armand Goud, fonctionnaire dans une succursale de la Banque de France et d'Anaïs Collas Goud, femme au foyer,, Anne-Marie Fanny Goud épouse à Vernon (Eure), le 12 juillet 1927, Tanneguy Archdeacon (1903 - 1971), le fils aîné d'Ernest Archdeacon, avocat renommé,. Malgré la naissance de deux enfants, Evelyn en 1928 puis Patrick en 1930, le couple ne résiste pas et le mariage se termine par un divorce prononcé le 4 juillet 1939.
Au début des années 1930, Anne-Marie Goud entame une carrière de comédienne sous le pseudonyme d'« Anne Mariel » dans une troupe du Grand-Guignol, avec Max Doria et Roger Vincent. Elle fait ses débuts en mars 1933 dans la pièce La Maison des Ténèbres de Pol d'Estoc et Charles Hellem, qui lui permet de se faire remarquer par la presse, puis enchaîne avec La Nuit étoilée et Sœur Louise (au Théâtre Albert 1er), L'Auto 6827-S-4, Un homme vraiment aimé et L'homme cible toujours au Grand-Guignol,,. Elle se lance rapidement dans l'écriture de pièces de théâtre avec Demi-tour la même année, puis La Huitième heure en 1935, dans laquelle elle joue également,. Pièce dramatique se déroulant aux Indes, la Huitième heure est un succès critique et public avec deux cents représentations : « Le dialogue vivant, l'action admirablement bien menée, l'intérêt qui ne ralentit pas une seconde d'intensité, font de La Huitième heure une pièce destinée à une longue carrière et révèle, du même coup, Anne-Mariel Archdeacon comme un de nos jeunes auteurs dramatiques appelé au plus brillant avenir. »,.
En 1937, sa nouvelle pièce, L'Étrange croisière, mise en scène par et avec Charles de Rochefort et Yvonne Garat, est à nouveau saluée par les critiques et lui vaut une petite notoriété dans le milieu théâtral en tant que dramaturge,. En 1943, Anne Mariel devient la directrice artistique du théâtre de l'Ambigu mais l'expérience tourne court car sa pièce dramatique L'Enjeu avec Henri Vidal et Fanny Robiane est éreintée par la critique et ne reste qu'un mois à l'affiche,. Elle décide alors de se tourner avec l'écriture de romans biographiques puis sentimentaux. De 1949 à 1951, Anne Mariel fait partie des conteurs publiés par le journal L'Aurore, aux côtés de Guy des Cars, Frédéric Dard, Maurice Dekobra et Hervé Bazin. Après avoir été récompensée par le Grand Prix du roman d'amour pour La Vipère aux yeux d'or en 1954, elle remporte grâce à Je me damnerai pour toi le prix du Roman populaire deux ans plus tard.
À la fin des années 1950, sa fille Evelyn Archdeacon tente brièvement une carrière dans la chanson sous le pseudonyme de « Carline ». Elle remporte également plusieurs prix dont celui de Tino Rossi, Charles Trenet et le Grand prix du disque de l'Académie Charles-Cros en 1957 (catégorie femmes),.
Grande voyageuse, Anne Mariel prétend, quelques années après la mort de Marilyn Monroe, avoir été l'une de ses meilleures amies sans qu'aucun biographe ne confirme cette information.
Son roman Feux rouges à Beverly Hills est adapté en 1971 en feuilleton télévisé diffusé sur la Première chaîne de l'ORTF, sous le titre Face aux Lancaster avec dans les rôles principaux, Martine Brochard, Michel Le Royer et Pierre Arditi,.

## Œuvre

### Sous le pseudonyme d'Anne Mariel

#### Pièces
- Demi-tour, 1934
- La Huitième Heure, 1935Théâtre de la Petite Scène
- L'Étrange Croisière, 1937Théâtre Charles-de-Rochefort
- Le Poignard aux yeux de jade, 1938
- L'Appel du Sud, 1938Écrit avec Jean Marsèle. Théâtre de verdure de Beaune[33],[34]
- Le Roi vierge, 1939
- L'Enjeu, 1943Théâtre de l'Ambigu
- Sur la piste maudite..., 1943
- Le Secret de Maldec, 1944Écrit avec André Gerlin. Théâtre Lancry
- La Route de Palmyre, 1948Écrit avec Paul Chanson.

#### Contes parus dansl'Aurore
- Jo, 1949[35]
- Le Jugement de Dieu..., 1950[36]
- Si Richard ne vous aime plus..., 1950[37]
- Sang jaune, 1950[38]
- Le Retour de Joe, 1950[39]
- Ramos était un gentleman, 1950[40]
- J'ai tué Hervé...!, 1951[41]

#### Nouvelle
- Le Raid de la mort, 1948Publiée dans La Presse[42]

#### Émissions-évocations radiophoniques
- Les Dieux du Lac, 1951Diffusée sur le Programme parisien[43]
- La Créature blanche, 1952Diffusée sur la Chaîne parisienne[44]
- Le Caniche n'est plus dans le coup, 1954[45]
- Élisabeth d'Autriche, 1960Diffusée sur France II Régional[46]

#### Romans
- L'Étoile d'argent, 1944
- Paix sur la terre, 1945
- Le Banco du bonheur, 1946
- La Route de Palmyre, 1948
- La route sans souvenir, 1948
- Atlantique-Sud, 1949
- La Vipère aux yeux d'or, 1953Grand Prix du Roman d'Amour 1954
- La sirène de Damas, 1954
- Voluptés coréennes, 1954
- La Messaline des tropiques, 1955
- Je me damnerai pour toi, 1956Prix du Roman populaire en 1956
- L'Ombre d'Angela, Fayard, 1956
- Le Rubis du Mongol, 1956
- Le bonheur est un duo, 1956
- Sans laisser d'adresse, 1957
- Lucie, mon doux cœur, 1957
- La Nuit finit toujours, 1957
- Le talisman hindou, 1957
- La Colombe de la Casa Negra, 1957
- Le Collier de pervenches, 1958
- Prélude à l'orage, 1958
- Le Bal des bijoux, 1959
- L'Ombre sur la dune, 1959
- La Tunique chinoise, 1959
- J'ai choisi mon paradis, 1960
- Sur champ d'azur, 1960
- L'Orchidée bleue, 1960
- La Rivière des perles, 1960
- Pourvu qu'il m'aime, 1960
- Le Trésor du Djebel-Mourad, 1960
- Mon amour de là-bas, 1960
- Pour toi seul, 1960
- Les Sirènes de l'azur, 1961
- Idylle à Vienne, 1962
- Le Rêve éblouissant, 1962
- Tout commença par une chanson, 1962
- Visa pour New York, 1963
- L'Inconnue d'Acapulco, 1963
- Une Minute d'égarement, 1964
- La Piste perdue, 1964
- Les Clefs du bonheur, 1964
- Ombres chinoises, 1965
- Le Dangereux message, 1966
- Survint une inconnue, 1966
- Ce soir à Copacabana, 1967
- Un amour d'Amérique, 1967
- L'Oiseau du tonnerre, 1968
- Nuit romaine, 1968
- Un soir je reviendrai, 1969
- Le Grand vent vient du large, 1969
- Le pavillon des amours secrètes L'espionne de Mao, 1970
- Les vautours du Capitole, 1971
- Ce passé qui me hante, 1972
- Haute surveillance pour Karen, 1972
- Rendez-vous à Pékin, 1973« un bestseller aux États-Unis »
- L'Épouse sans alliance, 1973
- Idylle dorée sur tranche, 1974
- Le Seul amour du Président, 1978
- L'homme de Mexico, 1980
- L'inconnu de Park Avenue, 1981
- L'étincelle sous la cendre, 1983
- L'homme de nulle part, 1983
- Le Cavalier noir, Éditions du Rocher, 1990

##### Romans coécrits
- On joue pour l'honneur, 1954Écrit avec Grégoire Leclos. Préface de Maurice Dekobra
- La Prison de bambou Une française en Chine rouge, 1962Écrit avec Fen-Tching. Prix « Marco Polo »
- L'Été de la perfidie, 1963Écrit avec Iris Duncan.
- Vertige d'un soir, Tallandier, 1965Écrit avec Iris Duncan.
- Rendez-vous chez Maxim's, 1970Écrit avec Maurice Dekobra.
- Enchantement cinghalais, 1978Écrit avec Iris Duncan.

##### Série Véronica
- Véronica, qui êtes-vous ?, Presses de la cité, 1965Écrit avec Maurice Dekobra.
- Fascinante Véronica, 1968Écrit avec Maurice Dekobra.

##### Série Anicia
- L'Amazone de Pretoria, un épisode de la guerre du Transvaal (1899-1902), Presses de la cité, 1963Écrit avec Maurice Dekobra.
- Anicia, l'espionne de Moukden, Presses de la cité, 1964Écrit avec Maurice Dekobra.
- Anicia et le sultan rouge, 1966Écrit avec Maurice Dekobra.
- Anicia et le tigre royal, 1967Écrit avec Maurice Dekobra.

##### Série Le Caniche
- Le Caniche mène l'enquête, 1956
- Le Caniche entre dans la danse, 1959
- Le Caniche et moi, 1965

##### Série Les Lancaster
- Feux rouges à Beverly Hills, 1970republié sous le titre Face aux Lancaster en 1971
- Stéphanie et les Lancaster, 1981

##### Biographies romancées
- Les nuits secrètes d'Élisabeth d'Autriche, 1949Préface de Maurice Dekobra
- La Vie amoureuse de la marquise de Païva, 1954
- Lola Montès la Scandaleuse, 1955
- Madame Tallien, Notre-Dame de Thermidor, 1957
- Mademoiselle George, la tragédienne passionnée, 1957
- Louise de Saxe, 1958
- La Reine Draga, 1958

##### Série des Traquenards
- Traquenard en la mineur, 1977
- Traquenard en Californie, 1978
- Traquenard en noir et blanc, 1979
- Traquenard à Honolulu, 1979
- Traquenard au paradis, 1980
- Traquenard en technicolor, 1980
- Traquenard à quatre temps, 1982
- Traquenard échec et... mat, 1984
- Traquenard envers et contre tous, 1984
- Traquenard à la neige, 1984
- Traquenard Au Monde Libre, 1984

### Sous le pseudonyme de Karina
- La Lettre aux cachets rouges, Gautier-Languereau, 1957
- Le Dragon de CorailRoman feuilleton paru dans un quotidien

## Critiques
À propos de L'étrange croisière : « Pour ses débuts, Melle Anne Mariel a choisi un genre qu'il n'est point facile de renouveler : la pièce policière. Celle qu'elle nous donne - et que nous ne risquerons même pas à résumer, tant elle est compliquée - pèche sans doute par un excès de puérilité, mais il y a là cependant beaucoup d'imagination et un sens certain de l'effet mystérieux : c'est plus qu'il n'en faut pour réussir. Souhaitons donc à Anne Mariel de discipliner ses dons, qui sont évidents, et attendons son deuxième essai. ». « Je me suis beaucoup amusé à cette pièce bien faite, ingénieusement mise en scène par M. Charles de Rochefort et qui est remarquablement jouée par MM. Henry-Vérité, Charles de Rochefort, Terrore, Rollin, Maurice Clavaud ; Mmes Yvonne Garat, Sarah Clèves etc. ».
À propos du Roi Vierge : « Cette pièce, habilement construite, heureusement menée, possède toutes les qualités requises pour intéresser une jeune compagnie, mais nous ne croyons pas que le public accepterait volontiers de voir jeter à terre, par Madame Anne Mariel, la grande figure de Richard Wagner. (...) Et même, lorsque, comme c'est le cas ici, on écrit une bonne pièce, même lorsqu'on trace un portrait exact, on ne doit pas salir, par une réalité inutile, une image que le temps et le génie ont rendue impérissable. (...) C'est le seul reproche que nous pouvons faire à cette œuvre bien faite, où les personnages sont magnifiquement campés. ».
À propos du Poignard aux yeux de Jade : « Anne Mariel, avec la maîtrise qu'on lui connaît, nous fait assister à toutes les phases d'un drame extraordinairement passionnant dont les péripéties imprévues se déroulent dans une atmosphère de mystère. ».
À propos de L'enjeu : « De Mme Anne Mariel, trois actes dont je suis bien en peine de vous indiquer le caractère. (...) L'hilarité qui se déchaîne ne répond certainement pas au vœu de l'auteur. Puérilités, lieux communs et balourdises de toute sorte font assaut de politesse à l'intérieur d'un jargon qui décourage la critique. ». « Toutefois, récemment, à l'occasion de « L'Enjeu », qui se joue actuellement à l'Ambigu, il y a eu, au lendemain de la répétition générale une si... générale fureur critique que nous y sommes allés voir. Et, ma foi, sans, bien entendu, crier au chef-d'œuvre, sans même reprendre l'expression d'Antoine, lorsqu'en veine d'indulgence - ce qui était rare - mais peu intéressé par le sujet, il concédait que la pièce était bien « goupillée » , je dirai qu'il n'y avait pas lieu de faire tant de tapage. ».
À propos du Secret de Maldec : « J'aime moins la pièce policière d'Anne Mariel et André Gerlin. Ce n'est pas qu'elle ne puisse s'écouter avec intérêt. L'on a une certaine curiosité pour cette histoire d'un bon vivant soudain assassiné et en qui se cachait un contre-espion. (...) Et les auteurs nous tiennent avec la pointe du sphynx. Je crois cependant que leur métier aurait pu avoir plus de rigueur. On se plaint que la mariée ne soit pas aussi belle qu'on l'eût désirée. ». « Mme Anne Mariel et M. André Gerlin ratent certains de leurs tours ; cependant leur bonne volonté mérite notre sympathie. ».

### Liens
- Ressource relative au spectacle :   - Les Archives du spectacle
- Notices d'autorité :   - VIAF
  - ISNI
  - BnF (données)
  - IdRef
  - LCCN
  - WorldCat
- Portrait d'Anne Mariel en 1933 par Georges Marant (1896-1974), paru dans La Liberté

### Autres articles de presse
- Régis-Leroi, « Lorsque les femmes deviennent auteurs dramatiques : De Marie Lénéru à Anne Mariel, elles abordent tous les genres », Minerva, no 620,‎ 27 juin 1937